# Guido V. (Limoges)
Guido V. (franz.: Guy; † 29. März 1229 in Avignon) war ein Vizegraf von Limoges aus dem Haus Comborn. Er war ein Sohn des Vizegrafen Adémar V. und der Sara de Dunastanville (Rolloniden).
Nach dem Tod von Richard Löwenherz im April 1199 beschworen Guido und sein Vater noch im selben Monat ihre Treue zu König Philipp II. August. Nur wenige Monate später starb der Vater, angeblich von Philipp von Cognac ermordet. Im Vertrag von Le Goulet machte der französische König im Mai 1200 eine Versöhnung zwischen Johann Ohneland, dem Bruder und Erben Richards Löwenherz, mit dem Vizegrafen von Limoges wie auch dem Grafen von Angoulême zur Bedingung, die noch im selben Jahr schriftlich erfolgte. Als Johann Ohneland wegen seiner bald darauf gefolgten Heirat mit Isabella von Angoulême erneut geächtet und enteignet wurde, stellte sich Guido augenblicklich wieder gegen ihn. Zusammen mit den Lusignans unterstützte er den Feldzug des Arthur von Bretagne, geriet mit diesem aber im Juli 1202 bei der Belagerung von Mirebeau in die Gefangenschaft Johanns. Offenbar kam Guido zusammen mit den Lusignans bald wieder frei und im Waffenstillstand von Thouars vom 13. Oktober 1206 wird er als Vizegraf von Limoges bestätigt.
Guidos Haltung während der militärischen Auseinandersetzungen des Jahres 1214 (Schlacht bei Roche-aux-Moines, Schlacht bei Bouvines) ist unklar. Allerdings hatte König Philipp II. bereits im März 1213 die Bürger von Limoges unter königlichen Schutz gestellt, was Guidos eigenen Machteinfluss sicher einschränkte. Er starb am 29. März 1229 und wurde in der Abtei Saint-Martial in Limoges bestattet.
Guido war in erster Ehe mit einer Tochter des Grafen Robert IV. von Auvergne verheiratet, die 1210 gestorben war, mit der er den Sohn Adémar hatte, der 1223 starb. Seine zweite Frau hieß Ermengarde, mit der er drei Kinder hatte:
- Guido VI. († 13. August 1263 in Brantôme), Vizegraf von Limoges
- Margarete († 9. September 1259), ⚭ (1) Graf Archambaud II. von Périgord, ⚭ (2) Vizegraf Aimery VIII. von Rochechouart
- Maria († vor 1255), ⚭ Vizegraf Archambaud VII. von Comborn

## Weblink
- Vicomtes de Limoges (Vicomtes de Comborn) bei Foundation for Medieval Genealogy.ac (englisch)

| Vorgänger | Amt                            | Nachfolger |
| --------- | ------------------------------ | ---------- |
| Adémar V. | Vizegraf von Limoges 1199–1229 | Guido VI.  |

| Personendaten    | Personendaten        |
| ---------------- | -------------------- |
| NAME             | Guido V.             |
| ALTERNATIVNAMEN  | Guy de Limoges       |
| KURZBESCHREIBUNG | Vizegraf von Limoges |
| GEBURTSDATUM     | 12. Jahrhundert      |
| STERBEDATUM      | 29. März 1229        |
| STERBEORT        | Avignon              |